# Charles Bedaux

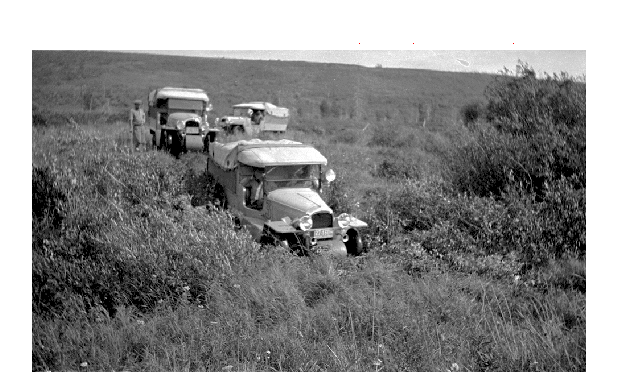
Citroën-Kégresse halvbandvagnar i området vid Peace River under Bedaux-expeditionen, augusti 1934

Charles Eugène Bedaux, född 10 oktober 1886 i Charenton-le-Pont, Paris i Frankrike, död 18 februari 1944, var en fransk-amerikansk managementkonsult. 
Charles Bedaux föddes som ett av fem barn till järnvägsanställd. Hans två bröder blev ingenjörer, medan Charles avslutade skolan utan examen. År 1906 emigrerade Charles Bedaux till USA, där han blev amerikansk medborgare 1917. 
Efter några år arbetade han som översättare för A.M. Morrini, som drev en ingenjörskonsultfirma. Han medföljde Morrini på tjänsteresor till Europa för att studera effektivitetsmätning på arbetsplatser. Där arbetade han på Louis Duez konsultfirma 1913. Efter att ha återvänt till USA, slog han sig ned med sin familj i Grand Rapids i Michigan. 

## Arbetsmätning
Charles Bedaux blev en av de framträdande bidragsgivarna till arbetsmätning, en del av Taylorismrörelsen. Han influerades av Frederick Winslow Taylors bok Shop Management.
Det utmärkande i Bedaux-systemet var dess användning av "bedauxenhet", eller "B", ett generellt användbart verktyg för mäta allt manuellt arbete. "B" definierades som bråkdelar av en minut, vilka avsattes för arbete eller vila. Produktivitetsmål sattes i ett visst antal B:n per timme, och bonus utdelades för det som överskred målet.
Bedaux samarbetade med en inom Taylors krets, Harrington Emerson, vars managementkonsultfirma han tog efter beträffande verkstadsindustri och andra branscher.
Han grundade 1916 en konsultfirma i Grand Rapids, vilken han 1918 flyttade till Cleveland. År 1924 introducerades hans Bedaux "B System" av Eastman Kodak i Storbritannien och 1926 grundades Charles E. Bedaux Ltd. i London, varefter kontor följde också i Italien och Tyskland 1927 samt i Frankrike 1929. År 1932 grundades Bedaux International i Amsterdam. 
Större kunder till Bedaux var DuPont, Imperial Chemical Industries, Anglo-Persian Oil Company, Fiat och Campbell's.

## Bedauxexpeditionen
Bedaux Canadian Sub-Arctic Expedition var en expedition som Charles Bedaux 1934 organiserade i syfte att ta sig över med motorfordon från Edmonton i Alberta i Kanada till British Columbia. Expeditionen var till stordel ett PR-jippo, men det hade också till syfte att pröva Citroën-Kégresses halvbandsvagnar på ett liknande sätt som tidigare gjorts vid Croisière Noire i Afrika och Croisière Jaune i Asien. Kanadas regering bidrog med två karterare. Expeditionen startade i Edmonton den 6 juli 1934 med Telegraph Creek i norra British Columbia som mål. Den  nådde dock aldrig sitt mål, och den planerade dokumentärfilmen blev inte av.

## Andra världskriget
Efter Frankrikes nederlag och tyskarnas ockupation 1940 lärde Charles Bedaux känna ledande nazister och ämbetsmän i Vichyfrankrike, och han utnämndes till ekonomisk rådgivare till Vichy-regeringen och till Tyskland.
I december 1942, kort efter de allierades landstigning i Nordafrika, var Charles Bedaux i Algeriet för att propagera för anläggandet av rörledningar för vatten och för jordnötsolja över Medelhavet. Han och hans son arresterades av fransmännen å amerikanska Office of Strategic Services vägnar och överlämnades till amerikanarna, som höll honom i fängsligt förvar utan rättegång under ett år. Efter att ha förts över till USA begick han självmord i ett fängelse i Miami, i avvaktan på rättegång för att ha handlat med fienden samt för landsförräderi.

## Privatliv
Charles Bedaux var 1908–1917 gift med Blanche de Kressier Allen. Paret hade sonen Charles Emile Bedaux (1909–1993). Han gifte om sig 1917 med Fern Lombard.